# Kinetics & One Love
Kinetics & One Love es un dúo estadounidense de hip hop formado en Nueva York e integrado por el rapero y compositor Jeremy «Kinetics» Dussolliet y el compositor y productor Tim «One Love» Sommers

## Historia
Kinetics y One Love comenzaron a escribir música juntos después de conocerse en 2007 y formar un grupo de hip hop con Kinetics como rapero y One Love como productor. En 2009, publicaron su primer álbum Fading Back to Normal, junto con la versión original de «Airplanes». Después de entregar cientos de copias a través de Nueva York, una de ellas llegó a las oficina del sello discográfico Atlantic Records. Debido a esto, Kinetics & One Love, aún estudiantes de la Universidad Cornell, fueron invitados por la disquera a hablar con uno de sus A&R, y a principios de 2010 firmaron un contrato de publicación con Warner/Chappell Music. «Airplanes» fue comprada por Atlantic y se convirtió en el segundo sencillo de The Adventures of Bobby Ray, el álbum de estudio debut del rapero B.o.B. Además de incluir la voz de Hayley Williams de Paramore, la canción entró en el segundo puesto del Billboard Hot 100. Una segunda versión del tema con Williams y Eminem también fue incluida en el álbum, y recibió una nominación a los Premios Grammy en la categoría de mejor colaboración vocal de pop.

## Discografía
- 2009: Fading Back To Normal
- 2012: You Are Not Alone

Álbumes en solitario de Kinetics
- 2008: The Kinetics EP
- 2012: With A Little Help From My Friends

## Créditos de composición
| Año  | Artista                     | Álbum                                         | Canción                                           |
| ---- | --------------------------- | --------------------------------------------- | ------------------------------------------------- |
| 2010 | B.o.B                       | B.o.B Presents: The Adventures of Bobby Ray   | «Airplanes» (con Hayley Williams)                 |
| 2010 | B.o.B                       | B.o.B Presents: The Adventures of Bobby Ray   | «Airplanes pt. II» (con Hayley Williams y Eminem) |
| 2012 | Meital Dohan                | Sencillo sin álbum                            | «On Ya» (con Sean Kingston)                       |
| 2013 | Jamie Drastik               | Sencillo sin álbum                            | «Chasing Shadows» (con Pitbull y Havana Brown)    |
| 2013 | Hook n Sling y Chris Willis | Sencillo sin álbum                            | «Magnet»                                          |
| 2013 | Dimitri Vegas & Like Mike   | Sencillo sin álbum                            | «Find Tomorrow (Ocarina)» (con Wolfpack y Katy B) |
| 2014 | Neon Hitch                  | 301 to Paradise                               | «Intro»                                           |
| 2014 | Neon Hitch                  | 301 to Paradise                               | «Gypsy Star»                                      |
| 2014 | Neon Hitch                  | 301 to Paradise                               | «Red Lights»                                      |
| 2014 | Neon Hitch                  | 301 to Paradise                               | «We Can't Stop»                                   |
| 2014 | Neon Hitch                  | 301 to Paradise                               | «Subtitles» (con Kinetics)                        |
| 2014 | Neon Hitch                  | 301 to Paradise                               | «Some Like It Hot» (con Kinetics)                 |
| 2014 | Neon Hitch                  | Eleutheromaniac                               | «Yard Sale»                                       |
| 2014 | Melanie Martinez            | Dollhouse                                     | «Dollhouse»                                       |
| 2014 | Melanie Martinez            | Dollhouse                                     | «Carousel»                                        |
| 2014 | Melanie Martinez            | Dollhouse                                     | «Dead to Me»                                      |
| 2014 | Pitbull                     | Globalization                                 | «This Is Not A Drill» (con Bebe Rexha)            |
| 2015 | Clairity                    | Sencillo sin álbum                            | «Sharks In The Swimming Pool»                     |
| 2015 | Clairity                    | Alienation                                    | «Velcro»                                          |
| 2015 | Katy Tiz                    | Sencillo sin álbum                            | «Whistle (While You Work It)»                     |
| 2015 | Melanie Martinez            | Cry Baby                                      | «Cry Baby»                                        |
| 2015 | Melanie Martinez            | Cry Baby                                      | «Dollhouse»                                       |
| 2015 | Melanie Martinez            | Cry Baby                                      | «Sippy Cup»                                       |
| 2015 | Melanie Martinez            | Cry Baby                                      | «Carousel»                                        |
| 2015 | Melanie Martinez            | Cry Baby                                      | «Alphabeth Boy»                                   |
| 2015 | Melanie Martinez            | Cry Baby                                      | «Mrs. Potato Head»                                |
| 2015 | Melanie Martinez            | Cry Baby                                      | «Milk and Cookies» (solo Kinetics)                |
| 2015 | Melanie Martinez            | Cry Baby                                      | «Mad Hatter» (solo Kinetics)                      |
| 2015 | Jasmine Thompson            | Sencillo sin álbum                            | «Do It Now»                                       |
| 2016 | King Deco                   | Sencillo sin álbum                            | «Castaway»                                        |
| 2016 | Sophie Beem                 | Sophie Beem EP                                | «Skyline»                                         |
| 2016 | Sophie Beem                 | Sophie Beem EP                                | «Sleepless/City Kid»                              |
| 2016 | Sophie Beem                 | Sophie Beem EP                                | «Nail Polish»                                     |
| 2016 | The Lonely Island           | Popstar: Never Stop Never Stopping Soundtrack | «Incredible Thoughts» (con Michael Bolton)        |

## Premios y nominaciones
| Año  | Premiación                      | Trabajo nominado                | Categoría                       | Resultado | Ref.  |
| ---- | ------------------------------- | ------------------------------- | ------------------------------- | --------- | ----- |
| 2011 | Premios Grammy                  | «Airplanes» (como compositores) | Mejor colaboración vocal de pop | Nominado  | [ 4 ] |
| 2011 | ASCAP Pop Music Award           | «Airplanes» (como compositores) | Canción más interpretada        | Ganador   | [ 5 ] |
| 2011 | ASCAP Rhythm & Soul Music Award | «Airplanes» (como compositores) | Canción rap                     | Ganador   | [ 6 ] |